# Hotdog

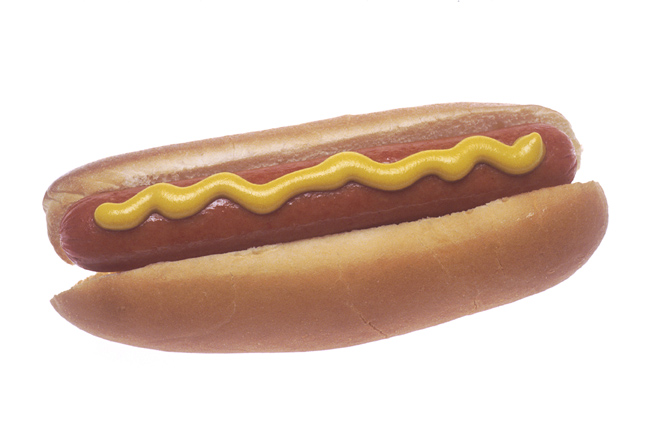
Hotdog cu muștar

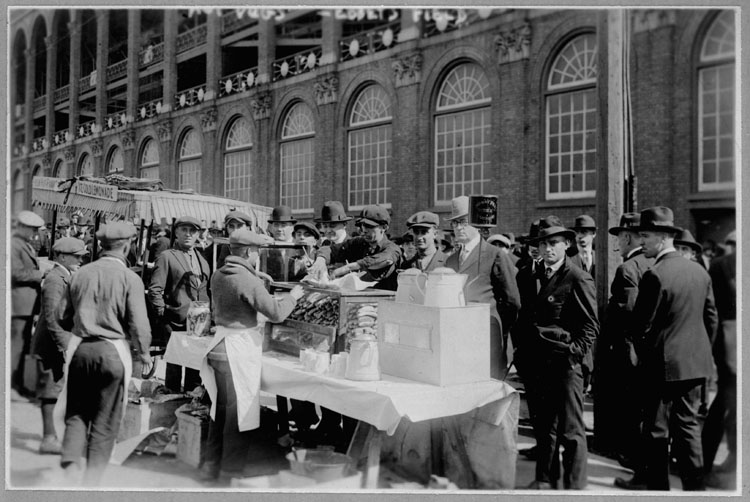
Stand Hotdog în 1920 în SUA

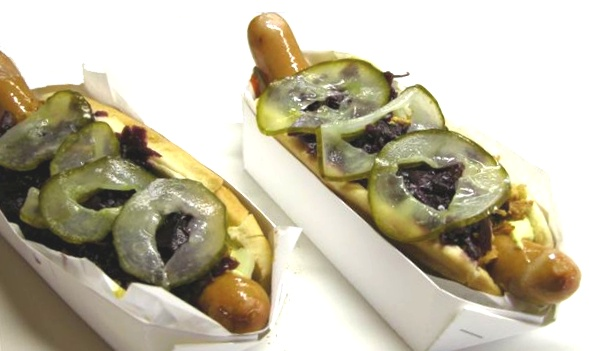
Variantă de hotdog

Hotdog (engleză Hot Dog) este un fast food, constând într-un cârnat cald, de obicei servit într-o chiflă moale.

## Povestea hotdogului și etimologie
Orașul Frankfurt am Main pretinde a inventa Hot dog-ul  în sine. El ar fi fost inventat în anul 1847 de către măcelarul din Coburg Johann Georg Hehner; acest fel de mâncare a fost precursorul cârnăciorului Frankfurt din 1852. Emigrantul german Charles Feltman a creat în anul 1867 în Coney Island, Brooklyn, forma de astăzi a Hot dog-ului. Născut în Hannover, Feltman a sosit în anul 1856 în Brooklyn, unde a fost mai întâi vânzător de prăjituri. Mai târziu a contractat un rotar, pentru a-i construi o remorcă cu plită, de la care a vândut acest cârnat la grătar într-o chiflă. În primul an ar fi vândut peste 4000 de Hot dogi. În anul 1871 deschide restaurantul „Feltman Restaurant and Beer Garden“, în 1901 se extinde cu „Feltman’s German Gardens“.  El a lăsat după moartea sa o avere considerabilă de 1 milion de $.
Numele „hot dog“ nu vine - așa cum se citește de multe ori - de la caricaturistul Thomas Aloysius „Tad“ Dorgan, care a produs o caricatură cu un teckel într-o chiflă. Istoricul american Andrew F. Smith subliniază faptul că, măcelarul de origine germană a fost faimos în USA pentru, „câine în formă de cârnaț“, și anume teckel. Acest fapt a pretins certa asociere dintre cârnăciorii germani și câini. În octombrie 1893 Hot dog a cunoscut triumful american la expoziția internațională World’s Columbian Exposition.
Din 1916 are loc în fiecare an, în New York City, de Ziua Independenței Statelor Unite, Nathan's Hot Dog Eating Contest.

## Preparare
Un Hotdog constă dintr-un cârnat încălzit, într-o chiflă alungită din făină de grâu, care este, de obicei prăjit sau fiert. Chifla se taie în două de-a lungul și se încălzește.  Apoi se așează cârnatul cald și se ornează cu sosuri (ketchup, muștar, maioneză etc.). În Scandinavia, se folosește, de obicei, ceapa prăjită si după caz, câteva felii de castravete murat. De multe ori se folosește chiar și varză acră sau salată de varză.